# Georg Streitberger
Georg Streitberger (Zell am See, 26 april 1981) is een Oostenrijks voormalig alpineskiër. Hij nam tweemaal deel aan de Olympische Winterspelen, maar behaalde geen medaille.

## Carrière
Streitberger maakte zijn wereldbekerdebuut in maart 2000 tijdens de reuzenslalom in Bormio. Datzelfde jaar werd Streitberger ook wereldkampioen super G bij de junioren. Op 2 maart 2008 behaalde hij zijn eerste overwinning in een wereldbekerwedstrijd tijdens de super G in Kvitfjell.
In 2010 nam Streitberger een eerste keer deel aan de Olympische Winterspelen 2010. Op de super G skiede hij naar een 17e plaats.

## Resultaten

### Titels
Oostenrijks kampioen afdaling – 2005
Wereldkampioen junioren super G - 2005

### Olympische Spelen
| Jaar  | Plaats    | Resultaten                       |
| ----- | --------- | -------------------------------- |
| 2010  | Vancouver | 17e Super G DNS2 Supercombinatie |
| 20140 | Sotsji    | 17e Afdaling 21e Super G         |

### Wereldkampioenschappen
| Jaar | Plaats            | Resultaten              |
| ---- | ----------------- | ----------------------- |
| 2013 | Schladming        | 10e Super G             |
| 2015 | Vail/Beaver Creek | 8e Super G 29e Afdaling |

### Wereldbeker
Eindklasseringen
| Seizoen   | Algm | AD  | SG     | SC  |
| --------- | ---- | --- | ------ | --- |
| 2004/2005 | 116e | -   | 36e    | -   |
| 2006/2007 | 45e  | 39e | 10e    | -   |
| 2007/2008 | 33e  | 22e | 11e    | 25e |
| 2008/2009 | 50e  | 23e | 23e    | 52e |
| 2009/2010 | 48e  | 34e | 13e    | -   |
| 2010/2011 | 24e  | 23e | Zilver | -   |
| 2011/2012 | 52e  | 25e | 20e    | -   |
| 2012/2013 | 19e  | 8e  | 10e    | -   |
| 2013/2014 | 23e  | 14e | 9e     | -   |
| 2014/2015 | 23e  | 12e | 16e    | -   |
| 2015/2016 | 75e  | 39e | 26e    | -   |

Wereldbekerzeges
| Datum            | Plaats       | Onderdeel |
| ---------------- | ------------ | --------- |
| 2 maart 2008     | Kvitfjell    | Super G   |
| 4 december 2010  | Beaver Creek | Super G   |
| 28 februari 2014 | Kvitfjell    | Afdaling  |